# Виктор (тауншип, Миннесота)
Виктор (англ. Victor) — тауншип в округе Райт, Миннесота, США. На 2000 год его население составило 1069 человек.

## География
По данным Бюро переписи населения США площадь тауншипа составляет 89,1 км², из которых 83,9 км² занимает суша, а 5,2 км² — вода (5,87 %).

## Демография
По данным переписи населения 2000 года здесь находились 1069 человек, 355 домохозяйств и 281 семья.  Плотность населения —  12,7 чел./км².  На территории тауншипа расположено 405 построек со средней плотностью 4,8 построек на один квадратный километр. Расовый состав населения: 98,60 % белых, 0,28 % афроамериканцев, 0,56 % азиатов, 0,19 % — других рас США и 0,37 % приходится на две или более других рас. Испанцы или латиноамериканцы любой расы составляли 0,28 % от популяции тауншипа.
Из 355 домохозяйств в 43,1 % воспитывались дети до 18 лет, в 69,0 % проживали супружеские пары, в 5,9 % проживали незамужние женщины и в 20,8 % домохозяйств проживали несемейные люди. 17,7 % домохозяйств состояли из одного человека, при том 7,0 % из — одиноких пожилых людей старше 65 лет. Средний размер домохозяйства — 3,01, а семьи — 3,44 человека.
33,5 % населения — младше 18 лет, 5,7 % — в возрасте от 18 до 24 лет, 28,1 % — от 25 до 44, 24,0 % — от 45 до 64, и 8,7 % — старше 65 лет. Средний возраст — 36 лет. На каждые 100 женщин приходилось 111,3 мужчин.  На каждые 100 женщин старше 18 приходилось 108,5 мужчин.
Средний годовой доход домохозяйства составлял 49 514 долларов, а средний годовой доход семьи —  52 583 доллара. Средний доход мужчин —  37 917  долларов, в то время как у женщин — 24 219. Доход на душу населения составил 18 217 долларов. За чертой бедности находились 3,8 % семей и 4,3 % всего населения тауншипа, из которых 2,9 % младше 18 и 6,6 % старше 65 лет.